# 肯·琼斯 (演员)
肯·琼斯（英語：Ken Jones，1930年2月20日—2014年2月13日），是一名英国演员。
肯·琼斯出生于利物浦，并出演大量电影和电视剧，最著名的表演是《松鼠》。
他和演员希拉·费伊结婚，直至后者于2013年8月31日去世。2014年2月13日，琼斯死于大肠癌。